# Katharina Dau
Katharina Dau (* 25. Juni 1944 in Habelschwerdt, Schlesien; † 17. Juli 2018) war eine deutsche Opern-, Lied- und Konzertsängerin (Mezzosopran/Alt).

## Leben
Dau studierte Gesang bei Ingrid Bettag und Querflöte am Münchener Richard-Strauss-Konservatorium. Sie absolvierte Meisterkurse u. a. bei Christa Ludwig und Gerda Scheyrer.
Ihr erstes Engagement hatte sie am Bayerischen Nationaltheater in München. Dort sang die Künstlerin unter Dirigenten wie Carlos Kleiber, Wolfgang Sawallisch, Rafael Kubelík, Karl Böhm und Nello Santi. Es folgten Verpflichtungen und Gastspiele an mehreren Opernhäusern in Deutschland, der Schweiz, Österreich, Frankreich, Italien, Spanien, Belgien sowie Australien. Zu ihrem breitgefächerten Repertoire gehören über 90 Partien – darunter Rollen wie: Carmen, Dalila, Orpheus, Octavian, Charlotte, Dorabella und Eboli. Für ihre Darstellung des Octavian im Rosenkavalier erhielt Dau den Staatspreis des Landes Nordrhein-Westfalen. Neben ihrer Bühnentätigkeit gestaltete sie Liederabende, Oratorien-Aufführungen, Rundfunk- und Fernsehaufnahmen in zahlreichen Ländern.
Die Künstlerin war Professorin für Gesang an der Musikhochschule Mannheim. Außerdem gab sie internationale Meisterkurse für Gesang und Liedgestaltung.

## Bekannte Schüler
- Nelly Palmer